# Lang-Nunatak
Der Lang-Nunatak ist ein etwa 2300 m hoher und isolierter Nunatak im Süden des Palmerlands auf der Antarktischen Halbinsel. Er ragt 50 km westlich des Kopfendes des Irvine-Gletschers auf.
Der United States Geological Survey kartierte ihn anhand eigener Vermessungen und Luftaufnahmen der United States Navy aus den Jahren von 1961 bis 1967. Das Advisory Committee on Antarctic Names benannte ihn 1968 nach James F. Lang, stellvertretender Repräsentant des United States Antarctic Research Program auf der Byrd-Station im antarktischen Sommer zwischen 1965 und 1966.